# Prestfoss
Prestfoss è un centro abitato della Norvegia situato nella municipalità di Sigdal nella contea di Buskerud. È il centro amministrativo del comune.